# Stupeň B1049 Falconu 9
Stupeň B1049 Falconu 9 je první stupeň rakety Falcon 9 vyráběné společností SpaceX, jedná se o exemplář verze Block 5. Momentálně nejstarší první stupeň v aktivní flotile SpaceX. Poprvé tento první stupeň letěl v září 2018, kdy vynášel telekomunikační družici Telstar 18V. Po vynesení nákladu na dráhu přechodovou ke geostacionární úspěšně přistál na mořské plošině OCISLY. 
Na svoji druhou misi stupeň odstartoval 11. ledna 2019, kdy raketa Falcon 9 vynesla posledních deset satelitů Iridium NEXT 66-75 v rámci výměny všech 75 družic komunikační sítě Iridium. Stupeň i podruhé úspěšně přistál, tentokrát na mořské plošině JRTI v Tichém oceánu.
Při třetím letu vynesl z rampy SLC-40 první šedesátku družic konstelace Starlink na oběžnou dráhu ve výšce 440 km a následně přistál na plošině OCISLY vzdálené 621 km od rampy. Při čtvrté misi se opakoval stejný scénář s tím rozdílem, že satelity byly vyneseny jen do výšky 290 km.
Pátá mise byla opět se satelity Starlink. Při této misi se stal stupeň B1049 prvním, který prodělal pět úspěšných přistání. Stupeň se stal prvním, který byl použitý šestkrát a to při misi Starlink V1 L10. Stupeň se stal také prvním, který byl použit sedmkrát a úspěšně přistál, a to při misi Starlink v1-L15. Poosmé letěl 4. března 2021 UTC, kdy byla úspěšně vynesena další várka družic Starlink. 
Stupeň byl na konci května 2021 převezen z Floridy na Vandenbergovu základnu v Kalifornii, především kvůli polárním startům družic Starlink.

## Historie letů
| Číslo použití | Datum startu (UTC) | Let číslo | Doba mezi starty | Náklad             | Start | Místo startu | Přistání | Místo přistání | Poznámky |
| ------------- | ------------------ | --------- | ---------------- | ------------------ | ----- | ------------ | -------- | -------------- | -------- |
| 1             | 10. září 2018      | 61        | —                | Telstar 18V        |       | CCAFS SLC-40 |          | OCISLY         |          |
| 2             | 11. leden 2019     | 67        | 123 dní          | Iridium NEXT 66-75 |       | VAFB SLC-4E  |          | JRTI           |          |
| 3             | 24. květen 2019    | 71        | 133 dní          | Starlink v0.9      |       | CCAFS SLC-40 |          | OCISLY         |          |
| 4             | 7. leden 2020      | 78        | 228 dní          | Starlink V1 L2     |       | CCAFS SLC-40 |          | OCISLY         |          |
| 5             | 4. června 2020     | 86        | 149 dní          | Starlink V1 L7     |       | CCAFS SLC-40 |          | JRTI           |          |
| 6             | 18. srpna 2020     | 91        | 75 dní           | Starlink V1 L10    |       | CCAFS SLC-40 |          | OCISLY         |          |
| 7             | 25. listopad 2020  | 100       | 99 dní           | Starlink V1 L15    |       | CCAFS SLC-40 |          | OCISLY         |          |
| 8             | 4. března 2021     | 109       | 99 dní           | Starlink V1 L17    |       | KSC LC-39A   |          | OCISLY         |          |
| 9             | 4. května 2021     | 116       | 61 dní           | Starlink V1 L25    |       | KSC LC-39A   |          | OCISLY         |          |
| 10            | 14. září 2021      | 125       | 133 dní          | Starlink v1.5 L1   |       | VAFB SLC-4E  |          | OCISLY         |          |